# Anna Hajnal
Pour les articles homonymes, voir Hajnal.
Dans le nom hongrois Hajnal Anna, le nom de famille précède le prénom, mais cet article utilise l’ordre habituel en français Anna Hajnal, où le prénom précède le nom.
Anna Hajnal (née le 1er février 1907 à Gyepűfüzes, aujourd’hui Kohfidisch – morte le 7 septembre 1977 à Budapest), épouse d’Imre Keszi, est une poétesse hongroise. Elle est la sœur du poète Gábor Hajnal et la tante de Zsuzsa Kartal.